# Douglas Preston
Douglas Preston (Cambridge, Massachusetts, 20 mei 1956) is een Amerikaans auteur van horror- en techno-thrillers.
Hij schreef zeventien populaire techno-thrillers en horrorromans, waarvan vier alleen en de overige met Lincoln Child. Hij is ook auteur van verschillende non-fictie boeken, waarvan een met de Italiaanse auteur Mario Spezi.

### Met Lincoln Child

#### Pendergast-reeks
- 1) De vloek van het oerwoud (Relic), Luitingh-Sijthoff, 1995
- 2) De onderwereld (Reliquary), Luitingh-Sijthoff, 1997
- 3) De gruwelkamer (The Cabinet of Curiosities), Luitingh-Sijthoff, 2002
- 4) Kraaienvoer (Still Life with Crows), Luitingh-Sijthoff, 2003
- De Diogenestrilogie
  - 5) Hellevuur (Brimstone), Luitingh-Sijthoff, 2004
  - 6) Dans des doods (Dance of Death), Luitingh-Sijthoff, 2005
  - 7) Dodenboek (The Book of the Dead), Luitingh-Sijthoff, 2006
- 8) Het helse rad (The Wheel of Darkness), Luitingh-Sijthoff, 2008
- 9) Duel met de dood (Cemetery Dance), Luitingh-Sijthoff, 2009
- De Helentrilogie
  - 10) Koortsdroom (Fever Dream), Luitingh, 2010
  - 11) Weerwraak (Cold Vengeance), Luitingh, 2011
  - 12) Twee graven (Two graves), Luitingh-Sijthof, 2012
- 13) Wit vuur (White fire), Luitingh-Sijthof, 2013
- 14) Het blauwe labyrint (Blue Labyrinth), Luitingh-Sijthof, 2014
- 15) Scharlaken kust (Crimson shore), Luitingh-Sijthof, 2016
- 16) De verborgen kamer (The obsidian chamber), Luitingh-Sijthoff, 2017
- 17) Stad van de eeuwige nacht (City of endless night), Luitingh-Sijthoff, 2018
- 18) Dichtregels voor de doden (Verses for the dead), Luitingh-Sijthoff, 2019
- 19) Gevaarlijke stroming (Crooked River), Luitingh-Sijthoff, 2020
- 20) Bloedeloos (Bloodless), Luitingh-Sijthoff, 2021
- 21) Het kabinet van dr. Leng (The cabinet of dr. Leng), Luitingh-Sijthoff, 2023
- 22) De Wraakengel (Angel of vengeance), Luitingh-Sijthoff, 2024

#### Gideon-reeks
- Gideons wraak (Gideon's sword) Luiting-Sijthof, 2011
- Gideons strijd (Gideon's corpse) Luiting-Sijthof, 2012
- Het verdwenen eiland (Lost island) Luiting-Sijthof, 2014
- Voorbij de ijsgrens (Beyond the ice limit) Luiting-Sijthof, 2017
- De Egyptische sleutel (The Pharaoh Key) Luiting-Sijthof, 2018

#### Nora Kelly-reeks
- Oude botten (Old Bones), Luitingh-Sijthoff, 2020
- Schorpioenenstaart (The Scorpion's Tail), Luitingh-Sijthoff, 2021
- Het Duivelsplateau (Diablo mesa), Luitingh-Sijthoff, 2022
- Berg des doods (Dead mountain), Luitingh-Sijthoff, 2023

#### Overige
- Virus (Mount Dragon), Luitingh-Sijthoff, 1996
- Dodelijk tij (Riptide), Luitingh-Sijthoff, 1999
- De verloren stad (Thunderhead), Luitingh-Sijthoff, 2000
- IJsgrens (The Ice Limit), Luitingh-Sijthoff, 2001

### Met Mario Spezi
- Het monster van Florence: een waargebeurd misdaadverhaal (The Monster of Florence), Luitingh-Sijthoff, 2008